# Quaestus canis
Quaestus canis es una especie de escarabajo del género Quaestus, familia Leiodidae. Fue descrita por Salgado en 1992.

## Distribución
Se encuentra en España.